# Dietrich Müller-Hillebrand
Georg Dietrich („Dieter“) Müller-Hillebrand (bis 1921 Georg Dietrich Müller; * 17. Februar 1902 in Dieuze; † 13. Juni 1964 in Paris) war ein deutscher Elektrotechniker und Hochschullehrer.

## Leben
Müller-Hillebrand war ein Sohn des preußischen Offiziers Hermann August John Eustace Müller (1859–1914) und der Catherine Margaret Jane Seliger (1865–1949) sowie Bruder des Architekten Bundesbahnoberrat Markwart Müller-Hillebrand und des Generalleutnants des Heeres Burkhart Müller-Hillebrand. Er besuchte die Augustinerschule Friedberg und studierte Elektrotechnik an der Technischen Hochschule Darmstadt.
Ab 1925 arbeitete er in Berlin bei den Siemens-Schuckertwerken als Prüffeld- und Entwicklungsingenieur. 1931 wurde er an der Technischen Hochschule Berlin mit der Dissertation Über die Einwirkung von Gewittern auf elektrische Leitungen zum Dr.-Ing. promoviert.
1934 wurde er zum Oberingenieur ernannt, übernahm die Leitung der Technischen Abteilung des Schaltwerks und entwickelte explosions- und schlagwettergeschützte Geräte. 1935 heiratete er Astrid Bengtsson (1908–1984), die Tochter des Seekapitäns Olof Bengtsson. Das Paar hatte zwei Töchter.
1946, nach Ende des Zweiten Weltkriegs, ging Müller-Hillebrand nach Schweden und leitete die Fabrik von der Svenska Siemens AB in Stockholm. Die Universität Uppsala berief ihn 1957 zum ordentlichen Professor und Leiter des Instituts für Hochspannungsforschung.
Zu seinen wichtigsten wissenschaftlichen Tätigkeiten gehörte die Gewitterforschung. Seine Arbeit trug dazu bei, Menschen und Gebäude besser vor Blitzeinschlag zu schützen.

## Schriften (Auswahl)
- Die Bemessung von Überspannungsableitern und ihre Bedeutung für den elektrischen Sicherheitsgrad. Bukarest 1935
- Blitzschutz von elektrischen Anlagen. Bukarest 1936
- Aus der neueren Entwicklung von Schaltgeräten für Niederspannungsanlagen. Berlin 1938
- Explosionsprüfungen schlagwettergeschützter elektrischer Geräte. Berlin 1939
- Grundlagen der Errichtung elektrischer Anlagen in explosionsgefährdeten Betrieben. Berlin 1940[1]
- The Formation of explosive vepour. Stockholm 1949